# Divisões administrativas do Japão
A administração burocrática do Japão está dividida em três níveis básicos; nacional, prefeitural e municipal. Abaixo do governo nacional existem 47 prefeituras, seis das quais subdivididas em subprefeituras para atender melhor as grandes áreas geográficas ou ilhas remotas. As municipalidades (cidades, vilas e aldeias) são o nível mais baixo de governo; as vinte cidades mais povoadas fora da Metrópole de Tóquio são conhecidas como cidades designadas e são subdivididas em Ku (区).

## Divisões Prefeiturais

47 entidades prefeitural do Japão

O nível superior das divisões administrativas são as 47 entidades prefeiturais: 43 prefeituras (県, ken) própria, 2 prefeituras urbanas (府, fu, Osaka e Quioto), 1 "circuito" (道, dō, Hokkaido), e 1 "metrópole" (都, to, Metrópole de Tóquio). Embora diferentes em nome sejam funcionalmente iguais.

### Ken
"Prefeitura" (県, ken) são os tipos mais comuns de divisões de prefeituras no total de 43 ken. O caráter chinês clássico do qual isto é derivado significa "condado".

### To
A Metrópole de Tóquio é referida como uma "metrópole" (都, to) após a dissolução da Cidade de Tóquio em 1943, Tōkyō-fu (prefeitura de Tóquio) foi atualizada para Tōkyō-to e as antigas Ku (区) da antiga cidade foram atualizadas em regiões especiais.

### Fu
Osaka e Quioto são referidas como uma "prefetura urbana" (府, fu). O caráter chinês clássico do qual isso é derivado implica uma zona urbana central de importância nacional no período médio da China, ou implica uma subdivisão de uma província no período tardio da China.

### Dō
Hokkaido é referida como um "circuito" (道, dō), Este termo foi originalmente usado para se referir a regiões japonesas que consistem em várias províncias. Este foi também um uso histórico do caractere na China que significa circuito.

## Distritos subprefeiturais
Existem apenas dois tipos de divisões subprefeiturais: Subprefeitura e Distrito.

### Subprefeitura
Subprefeituras (支庁, shichō) são uma forma japonesa de autogoverno que se concentra em questões locais abaixo do nível da prefeitura Atua como parte da maior administração do estado e como parte de um sistema de auto-governo.

### Distrito
Distritos (郡, gun) foram unidades administrativas em uso entre 1878 e 1921 que eram aproximadamente equivalentes aos condados da China ou Estados Unidos. Na década de 1920, as funções municipais foram transferidas dos escritórios distritais para os escritórios das cidades e aldeias dentro do distrito. Os nomes dos distritos permanecem no endereço postal das cidades e aldeias, e os distritos às vezes são usados como limites para os distritos eleitorais, mas, de outra forma, não servem de função oficial O caráter chinês clássico do qual isso é derivado significa comando.

## Divisões municipais

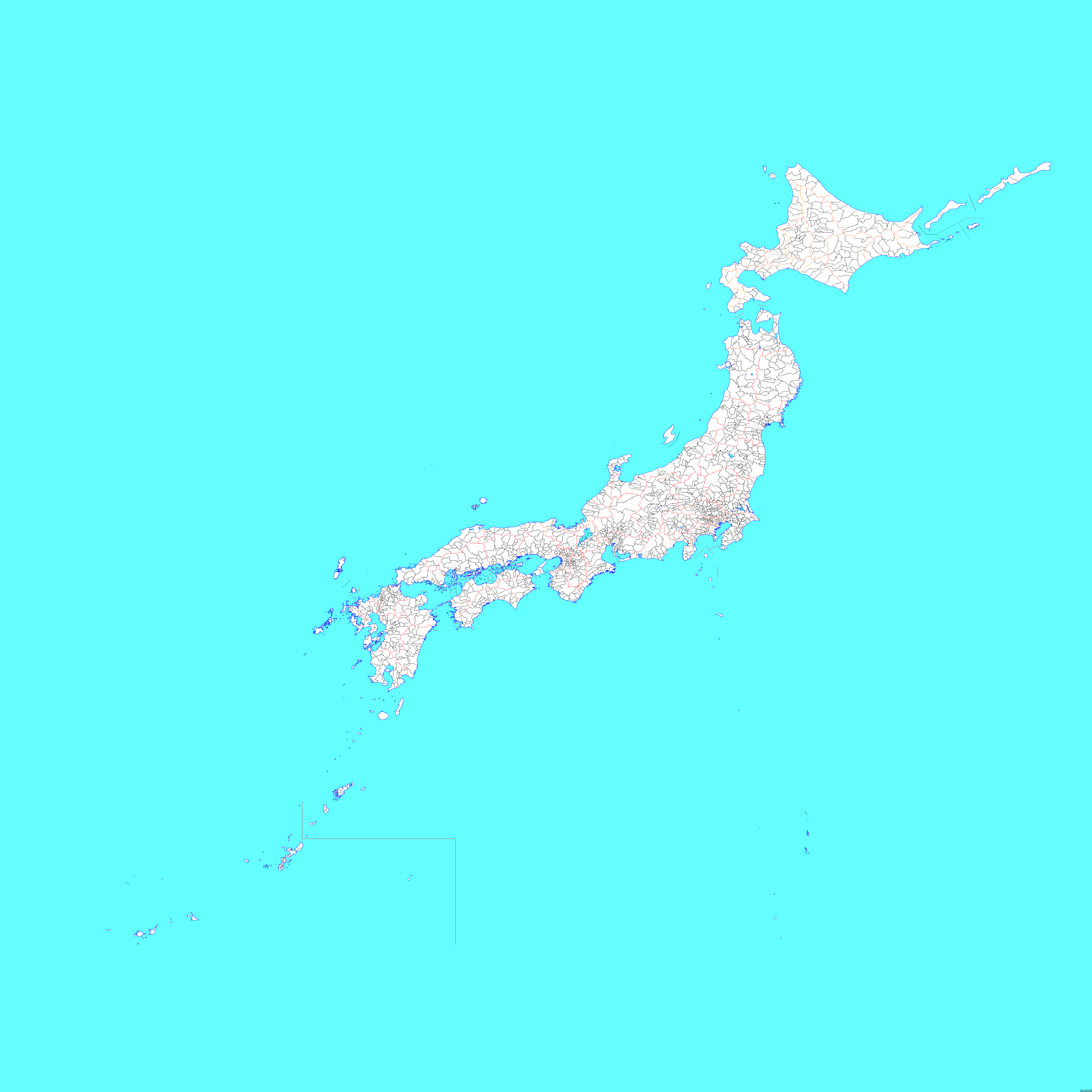
1742 entidades municipais e 175 submunicipais do Japão

As divisões municipais são divididas em três categorias principais: cidade, vila, e aldeia. As regiões especiais também são consideradas divisões municipais. Contudo, as entidades da cidade são mais categorizadas.

### Cidades
As cidades no Japão são categorizadas em quatro tipos diferentes das mais altas cidades designadas, cidade central, cidade especial, e uma cidade regular a mais baixa.

### Cidade designada
Uma cidade designada por decreto governamental (政令指定都市, seirei shitei toshi), também conhecida como cidade designada (指定都市, shitei toshi) ou cidade de ordenança do governo (政令市, seirei shi), é uma cidade japonesa que tem uma população superior a 500 000 e foi designada como tal por uma ordem da gabinete do Japão nos termos do artigo 252, seção 19 do Lei de Autonomia Local. As cidades designadas também são subdivididas em Ku (区).

#### Cidade principal ou central
Uma cidade principal (中核市, Chūkakushi) é uma cidade japonesa que tem uma população superior a 300 000 e uma área superior a 100 quilômetros quadrados, embora exceções especiais possam ser feitas por ordem do gabinete para cidades com populações abaixo de 300 000, mas mais de 200.000. A cidade principal foi criada pela primeira cláusula do artigo 252, seção 22 da Lei de Autonomia Local do Japão.

#### Cidade especial
Uma cidade especial (特例市, Tokureishi) do Japão é uma cidade com uma população de pelo menos 200 000 habitantes. Esta categoria foi estabelecida pela Lei de Autonomia Local, artigo 252, parágrafo 26.

#### Cidade
Uma cidade (市, shi) é um unidadea local administrativa no Japão com uma população de pelo menos 50 000 das quais pelo menos 60% das famílias devem ser estabelecidas em uma área urbana central, e pelo menos 60% dos domicílios devem ser empregados no comércio, indústria ou outras profissões urbanas. As cidades são classificadas no mesmo nível que vilas (町, machi) e aldeias (村, mura); a única diferença é que não são um componente de distritos (郡, gun). Como outras unidades administrativas contemporâneas, elas são definidas pela Lei de Autonomia Local de 1947.

### Vila
Uma vila (町, chō ou machi) é uma unidade administrativa local no Japão.  É um órgão público local, juntamente com prefeitura (ken ou outros equivalentes), cidade (shi), e aldeia (mura).  Geograficamente, uma vila está contida dentro da prefeitura.

### Aldeia
Uma aldeia (村, mura, as vezes son) é uma unidade administrativa local no Japão. É um órgão público local, juntamente com prefeitura (県, ken, ou outros equivalentes), cidade (市, shi) as vezes, e vila (町, chō, as vezes machi).  Geograficamente, a extensão de uma aldeia está contida dentro da prefeitura. É maior do que um assentamento, sendo na realidade, uma subdivisão de uma zona rural distrito (郡, gun), que são subdivididos em vilas e aldeias sem sobreposição e sem área descoberta.

### Região especial
A região especial (特別区, tokubetsu-ku) são 23 municipalidades que juntas compõem o núcleo e a parte mais populosa da Metrópole de Tóquio, Japão. Juntas, elas ocupam a terra que era originalmente a Cidade de Tóquio antes de ser abolida em 1943. A estrutura das regiões especiais foi estabelecida sob a Lei de Autonomia Local japonesa e é exclusiva da Metrópole de Tóquio.

## Divisões Submunicipais

### Região
Uma região (区, ku) é uma subdivisão das cidades do Japão que são grandes o suficiente para ter sido designada por decreto governamental.

## História
Embora os detalhes da administração local tenham mudado drasticamente ao longo do tempo, o esboço básico do atual sistema de dois níveis desde a abolição do sistema han pelo governo Meiji em 1871 são semelhantes. Antes da abolição do sistema Han, o Japão foi dividido em província (国, kuni) então subdividida em  distrito (郡, gun) e depois aldeia (里/郷, sato) na parte inferior.

## Hierarquia estrutural
| Prefeitural                                   | Subprefeitural           | Subprefeitural                            | Municipal        | Submunicipal |
| --------------------------------------------- | ------------------------ | ----------------------------------------- | ---------------- | ------------ |
| Prefeituras (excluindo a Metrópole de Tóquio) | Subprefeitura            | Subprefeitura                             | Cidade designada | Região (区)  |
| Prefeituras (excluindo a Metrópole de Tóquio) |                          |                                           | Cidade designada | Região (区)  |
| Prefeituras (excluindo a Metrópole de Tóquio) | Distrito                 | Distrito                                  | Vila Aldeia      | nenhum       |
| Prefeituras (excluindo a Metrópole de Tóquio) | Subprefeitura            | Distrito                                  | Vila Aldeia      | nenhum       |
| Prefeituras (excluindo a Metrópole de Tóquio) | Subprefeitura            | "cidade central" "cidade especial" Cidade |                  | nenhum       |
| Prefeituras (excluindo a Metrópole de Tóquio) |                          |                                           |                  | nenhum       |
| Metrópole                                     | Cidade Regiões especiais |                                           |                  | nenhum       |
| Metrópole                                     | Distrito Subprefeitura   | Distrito Subprefeitura                    | Vila Aldeia      | nenhum       |

| Nível       | Nível          | Tipo                | Kanji        | Romaji              | No. |
| ----------- | -------------- | ------------------- | ------------ | ------------------- | --- |
| Prefeitural | Prefeitural    | Metrópole de Tóquio | 都           | to                  | 1   |
| Prefeitural | Prefeitural    | "circuito"          | 道           | dō                  | 1   |
| Prefeitural | Prefeitural    | "prefeitura urbana" | 府           | fu                  | 2   |
| Prefeitural | Prefeitural    | Prefeitura          | 県           | ken                 | 43  |
|             | Subprefeitural | Subprefeitura       | 支厅         | shichō              | 158 |
| Distrito    | Subprefeitural | 郡                  | gun          | 374                 |     |
|             |                |                     |              |                     |     |
| Municipal   | Municipal      | "cidade designada"  | 政令指定都市 | seirei shitei toshi | 20  |
| Municipal   | Municipal      | "cidade central"    | 中核市       | chūkaku-shi         | 42  |
| Municipal   | Municipal      | "cidade especial"   | 特例市       | tokurei-shi         | 40  |
| Municipal   | Municipal      | Cidade              | 市           | shi                 | 688 |
| Municipal   | Municipal      | Vila                | 町           | chō ou machi        | 746 |
| Municipal   | Municipal      | Aldeia              | 村           | mura ou son         | 183 |
| Municipal   | Municipal      | Região especial     | 特別区       | tokubetsu-ku        | 23  |
|             | Submunicipal   | Região              | 区           | ku                  | 175 |

| Prefeitura | Kanji    | Região   | Cidade (todos tipos) (Região especial) | Região | Distrito | Vila | Aldeia |
| ---------- | -------- | -------- | -------------------------------------- | ------ | -------- | ---- | ------ |
| Aichi      | 愛知県   | Chūbu    | 38                                     | 16     | 7        | 14   | 2      |
| Akita      | 秋田県   | Tōhoku   | 13                                     |        | 6        | 9    | 3      |
| Aomori     | 青森県   | Tōhoku   | 10                                     |        | 8        | 22   | 8      |
| Chiba      | 千葉県   | Kantō    | 37                                     | 6      | 6        | 16   | 1      |
| Ehime      | 愛媛県   | Shikoku  | 11                                     |        | 7        | 9    |        |
| Fukui      | 福井県   | Chūbu    | 9                                      |        | 7        | 17   |        |
| Fukuoka    | 福岡県   | Kyushu   | 28                                     | 14     | 12       | 30   | 2      |
| Fukushima  | 福島県   | Tōhoku   | 13                                     |        | 13       | 31   | 15     |
| Gifu       | 岐阜県   | Chūbu    | 21                                     |        | 9        | 19   | 2      |
| Gunma      | 群馬県   | Kantō    | 12                                     |        | 7        | 15   | 8      |
| Hiroshima  | 広島県   | Chūgoku  | 14                                     | 8      | 5        | 9    |        |
| Hokkaidō   | 北海道   | Hokkaido | 35                                     | 10     | 66       | 129  | 15     |
| Hyōgo      | 兵庫県   | Kansai   | 29                                     | 9      | 8        | 12   |        |
| Ibaraki    | 茨城県   | Kantō    | 32                                     |        | 7        | 10   | 2      |
| Ishikawa   | 石川県   | Chūbu    | 11                                     |        | 5        | 8    |        |
| Iwate      | 岩手県   | Tōhoku   | 14                                     |        | 10       | 15   | 4      |
| Kagawa     | 香川県   | Shikoku  | 8                                      |        | 5        | 9    |        |
| Kagoshima  | 鹿児島県 | Kyushu   | 19                                     |        | 8        | 20   | 4      |
| Kanagawa   | 神奈川県 | Kantō    | 19                                     | 28     | 6        | 13   | 1      |
| Kōchi      | 高知県   | Shikoku  | 11                                     |        | 6        | 17   | 6      |
| Kumamoto   | 熊本県   | Kyushu   | 14                                     | 5      | 9        | 23   | 8      |
| Kyoto      | 京都府   | Kansai   | 15                                     | 11     | 6        | 10   | 1      |
| Mie        | 三重県   | Kansai   | 14                                     |        | 7        | 15   |        |
| Miyagi     | 宮城県   | Tōhoku   | 13                                     | 5      | 10       | 21   | 1      |
| Miyazaki   | 宮崎県   | Kyushu   | 9                                      |        | 6        | 14   | 3      |
| Nagano     | 長野県   | Chūbu    | 19                                     |        | 14       | 23   | 35     |
| Nagasaki   | 長崎県   | Kyushu   | 13                                     |        | 4        | 8    |        |
| Nara       | 奈良県   | Kansai   | 12                                     |        | 7        | 15   | 12     |
| Niigata    | 新潟県   | Chūbu    | 20                                     | 8      | 9        | 6    | 4      |
| Ōita       | 大分県   | Kyushu   | 14                                     |        | 3        | 3    | 1      |
| Okayama    | 岡山県   | Chūgoku  | 15                                     | 4      | 10       | 10   | 2      |
| Okinawa    | 沖縄県   | Kyushu   | 11                                     |        | 5        | 11   | 19     |
| Ōsaka      | 大阪府   | Kansai   | 33                                     | 31     | 5        | 9    | 1      |
| Saga       | 佐賀県   | Kyushu   | 10                                     |        | 6        | 10   |        |
| Saitama    | 埼玉県   | Kantō    | 40                                     | 10     | 8        | 22   | 1      |
| Shiga      | 滋賀県   | Kansai   | 13                                     |        | 3        | 6    |        |
| Shimane    | 島根県   | Chūgoku  | 8                                      |        | 5        | 10   | 1      |
| Shizuoka   | 静岡県   | Chūbu    | 23                                     | 10     | 5        | 12   |        |
| Tochigi    | 栃木県   | Kantō    | 14                                     |        | 5        | 12   |        |
| Tokushima  | 徳島県   | Shikoku  | 8                                      |        | 8        | 15   | 1      |
| Tóquio     | 東京都   | Kantō    | 26 (23)                                |        | 1        | 5    | 8      |
| Tottori    | 鳥取県   | Chūgoku  | 4                                      |        | 5        | 14   | 1      |
| Toyama     | 富山県   | Chūbu    | 10                                     |        | 2        | 4    | 1      |
| Wakayama   | 和歌山県 | Kansai   | 9                                      |        | 6        | 20   | 1      |
| Yamagata   | 山形県   | Tōhoku   | 13                                     |        | 8        | 19   | 3      |
| Yamaguchi  | 山口県   | Chūgoku  | 13                                     |        | 4        | 6    |        |
| Yamanashi  | 山梨県   | Chūbu    | 13                                     |        | 5        | 8    | 6      |